# Nyevszkij proszpekt
A 4,5 km hosszú Nyevszkij proszpekt (oroszul: Невский проспект) Szentpétervár leghíresebb főútja a város történelmi központjában. Az Admiralitástól az Alekszandr Nyevszkij-kolostorig tart, és lényegében a 18. század közepére alakult ki. A Nyevszkij proszpekt átmegy a Mojka folyó, a Gribojedov csatorna (Kazan híd), Fontanka (folyó) felett.
Az után, hogy Péter cár megalapította 1703-ban a várost, megépült a pompás palotákkal szegett proszpekt is, melyet egészen Novgorodig terveztek megépíteni. A mai Nyevszkij proszpekt a az Admiralitástól a moszkvai pályaudvarig tart, amögött – némi kanyarral – „Régi nyevszkijként” folytatódik.
Nincsen szebb a Nyevszkij Proszpektnél, legalábbis Pétervárott, amelynek ez mindene... Tudom, hogy egyetlen sápadt pétervári hivatalnok sem cserélné el a Nyevszkij Proszpektet a világ minden kincséért sem. 

## Látnivalói
A 19. század elején már itt állt a városi Duma épülete (G. Quarenghi, 1784), a Sztroganov-palota, a Kereskedőudvar és a Kazanyi-székesegyház. A főút egységes arculatának és környékének későbbi megformálásában Rossi tevékenységének is fontos szerepe volt. Az ő munkája a korábban készült Anyicskov-palota (a szovjet időszakban Úttörőpalota) homlokzati kiképzése a Nyevszkij és a Fontanka-csatorna találkozásánál (1817-1818); a Puskin Színház (eredeti nevén: Alekszandrina Színház) megépítése és környékének rendezése a sugárút és az Osztrovszkij tér között (1828-1832); valamint a Carlo Rossiról elnevezett utca több épülete, melyekben később művészeti intézmények kaptak helyet.

## Galéria

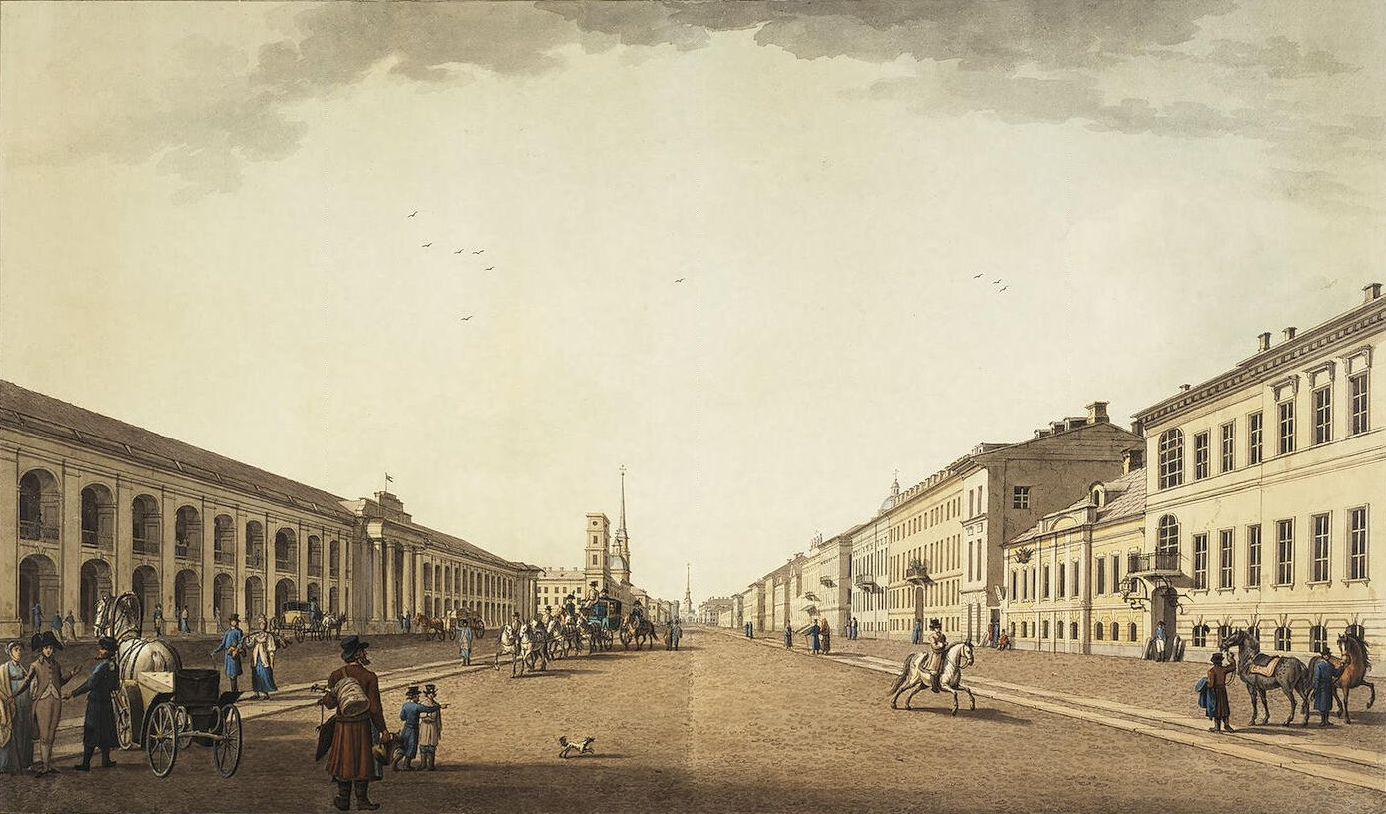
1800-ban
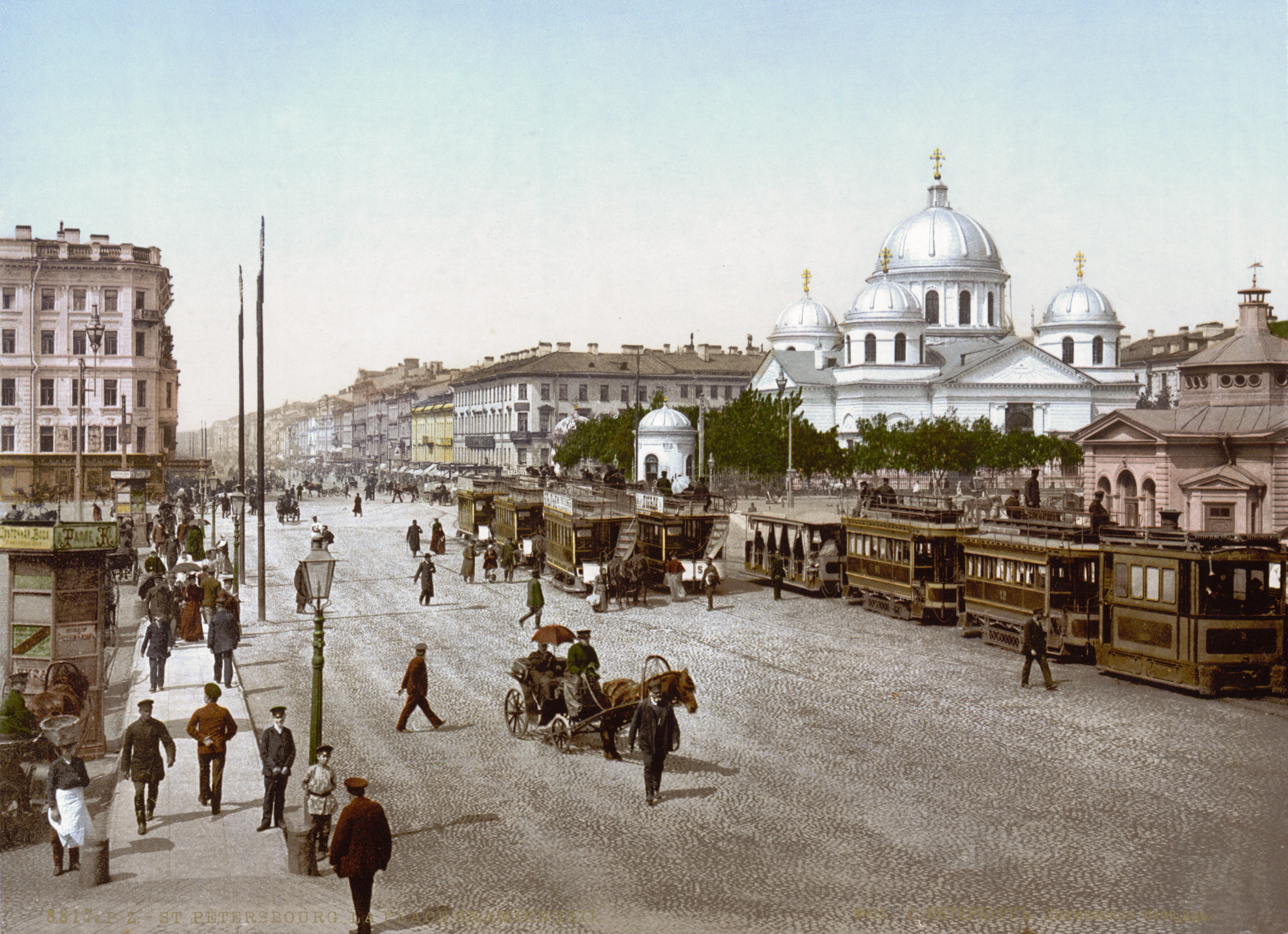
1890 körül
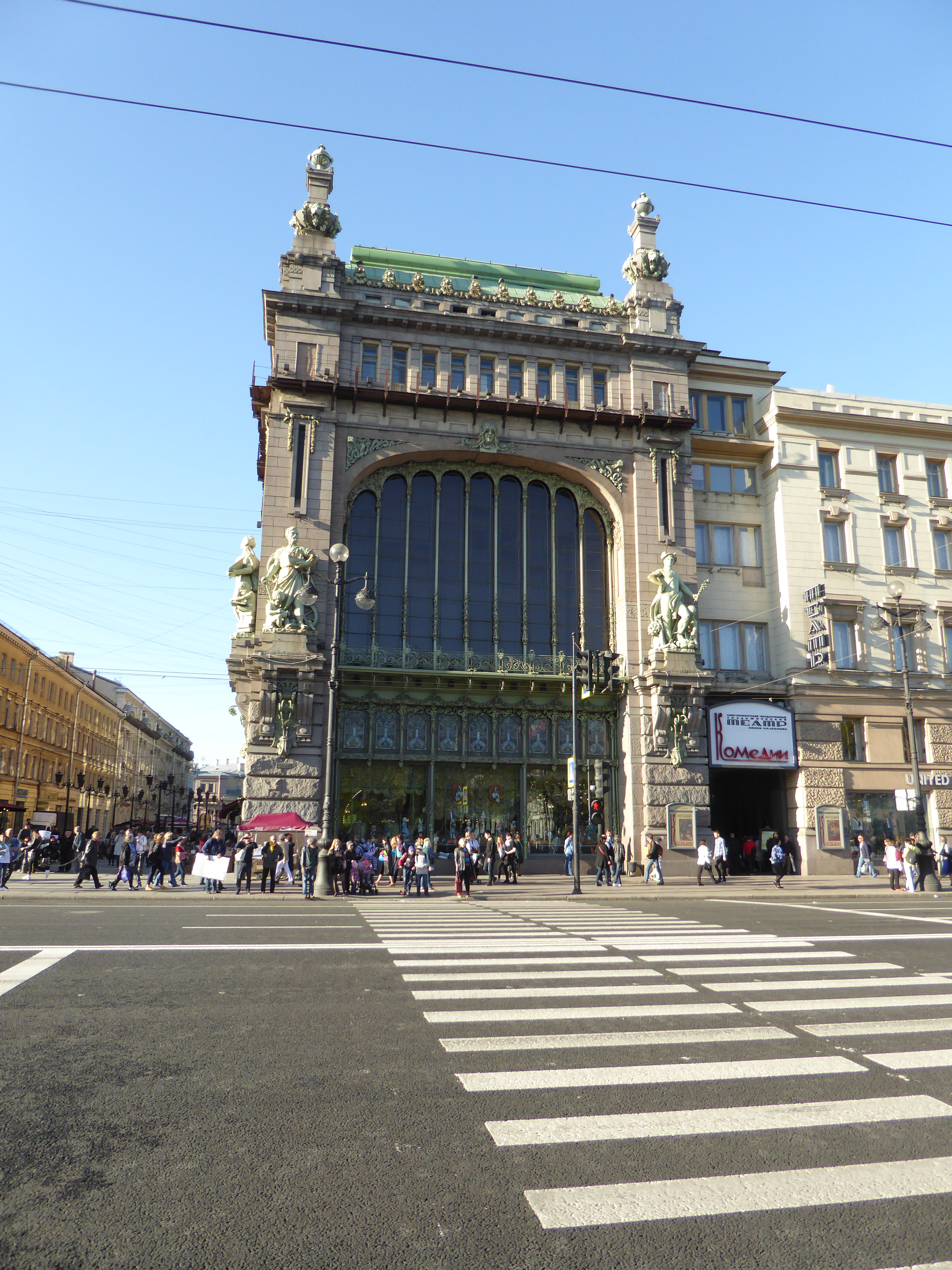
A Jeliszejev-fivérek háza (1902 - 1903) a Nyevszkij proszpekten
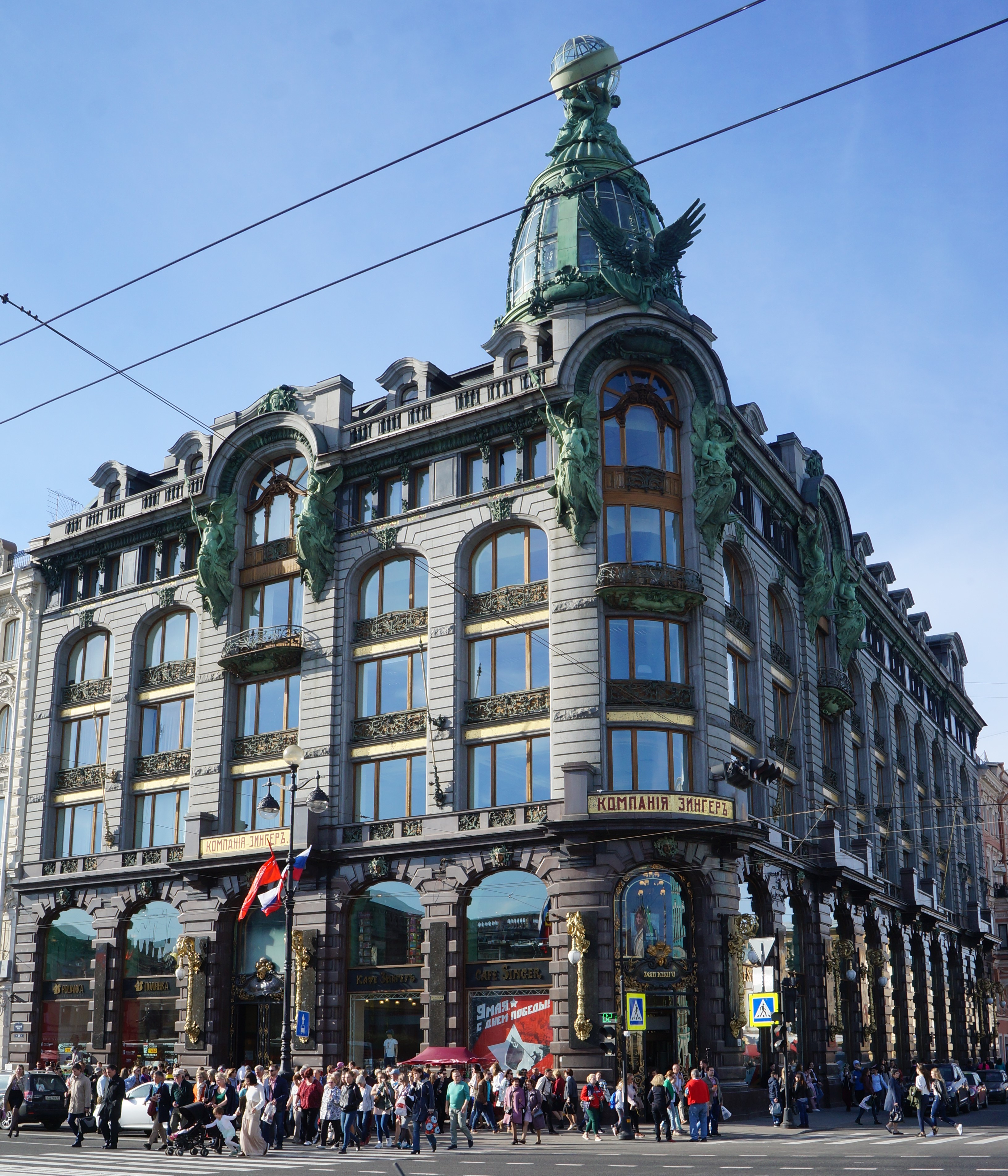
A Singer cég székháza a Nyevszkij proszpekten
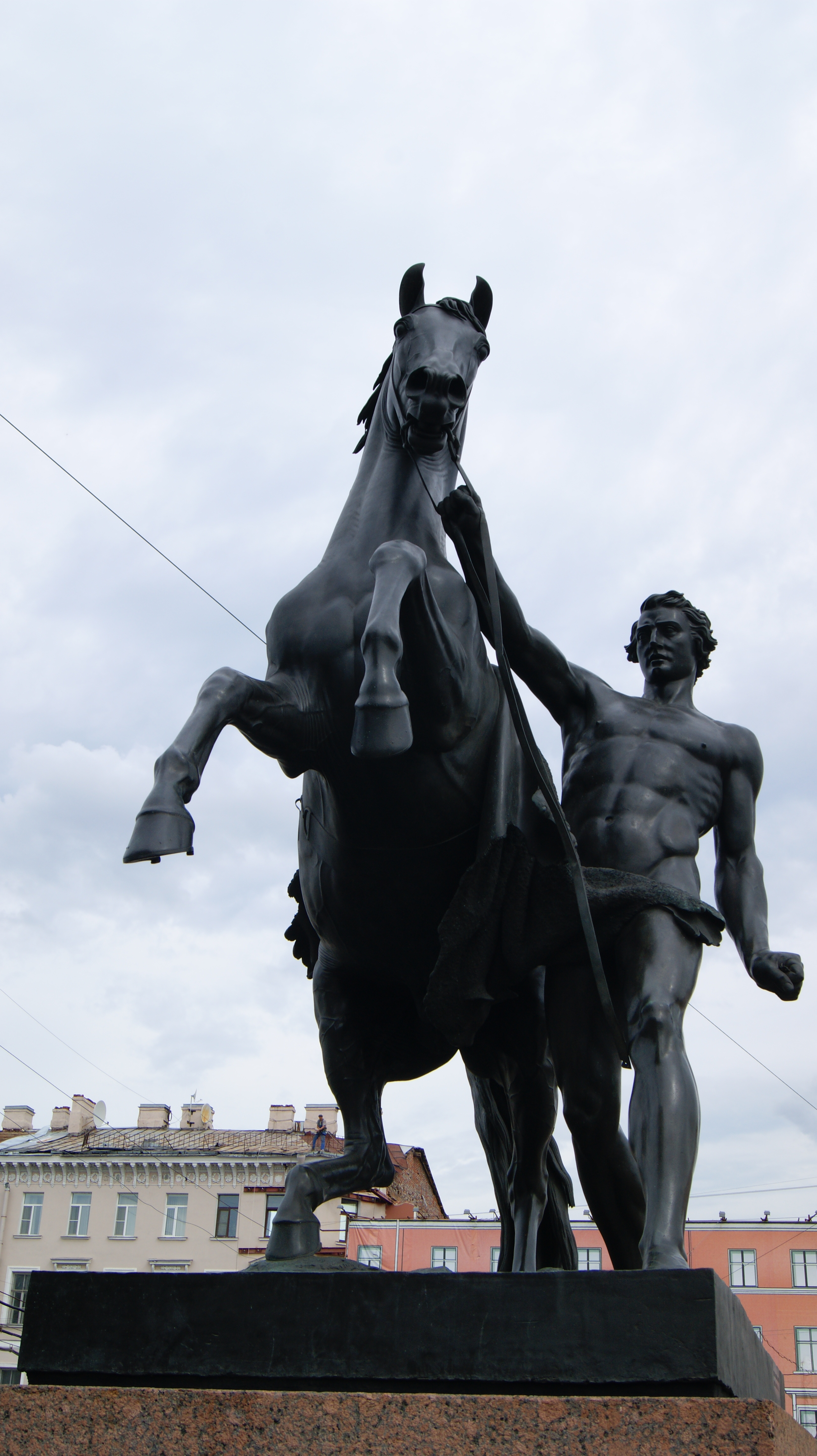
Az Anyicskov híd négy szobrának egyike (1716)
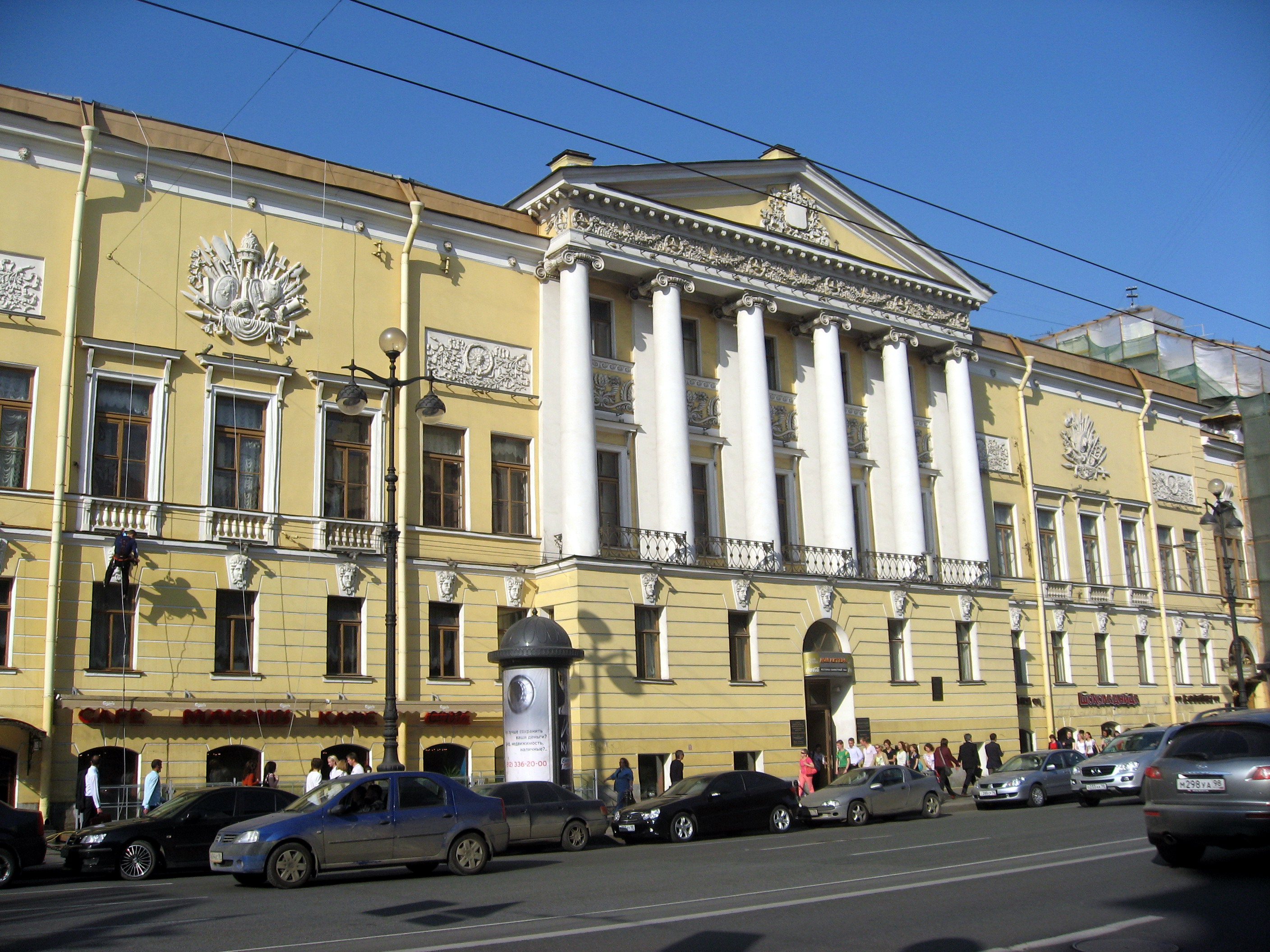
Nyevszkij pr. 86
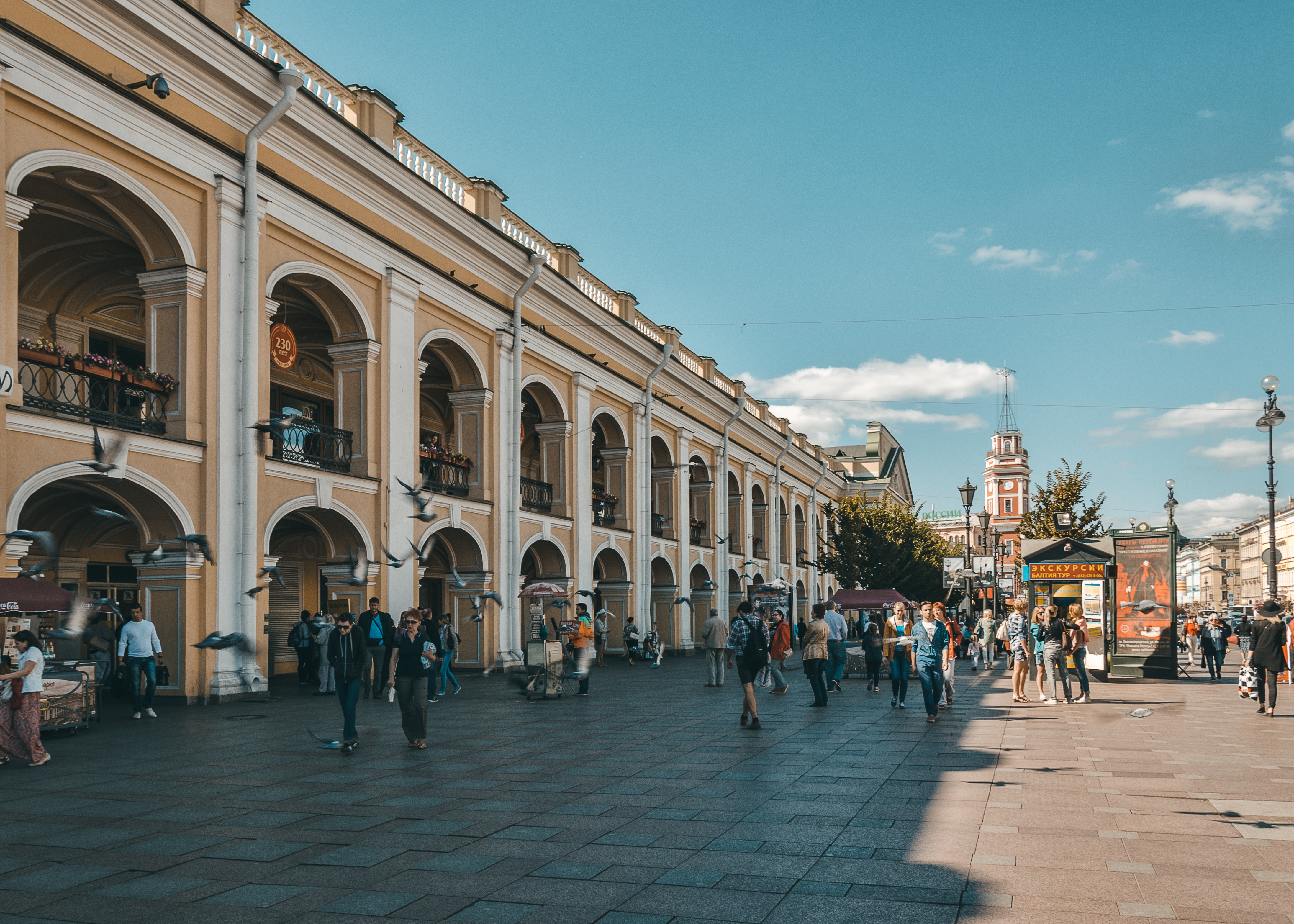
Gosztyijnij Dvor
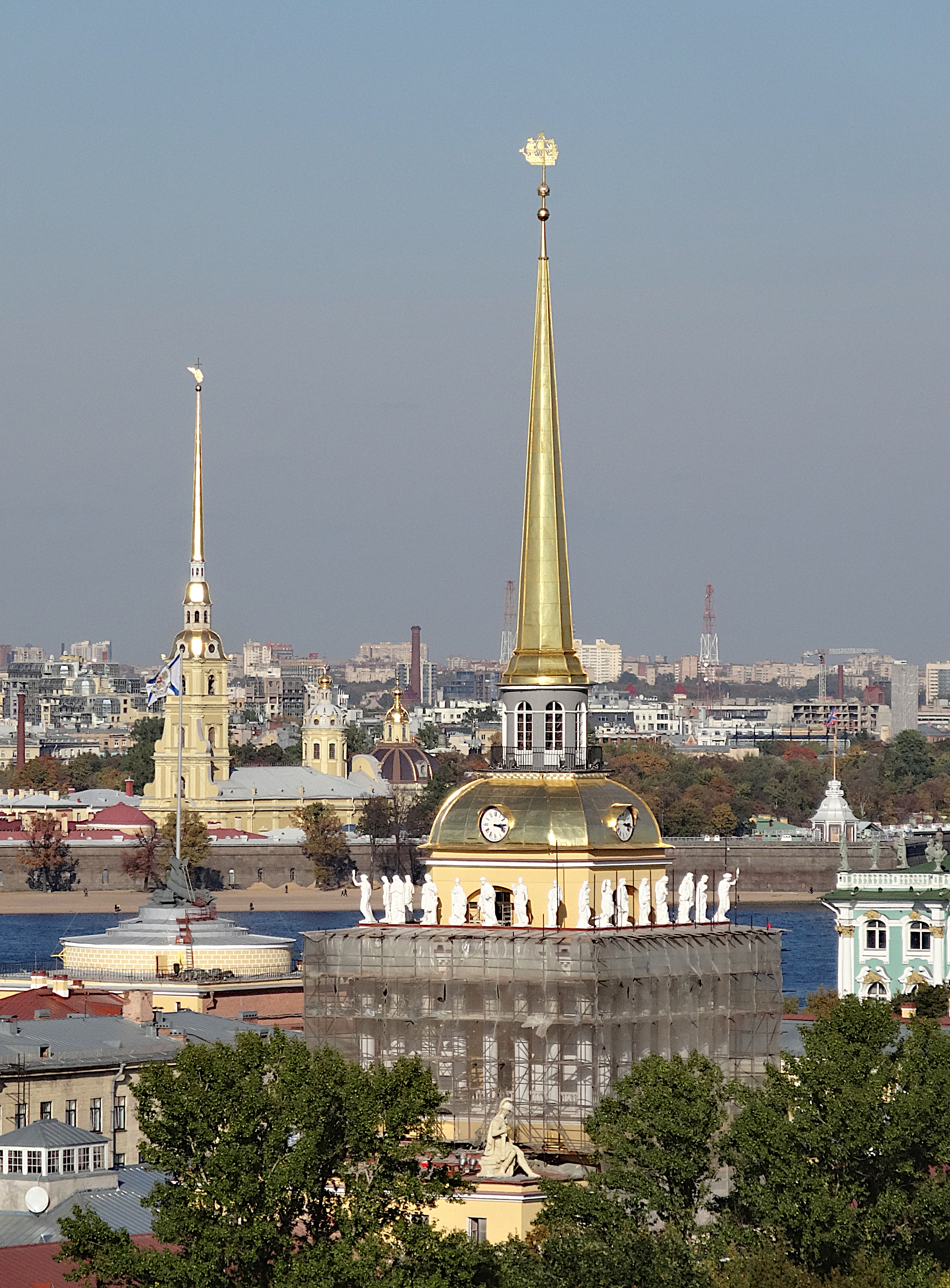
Az Admiralitás
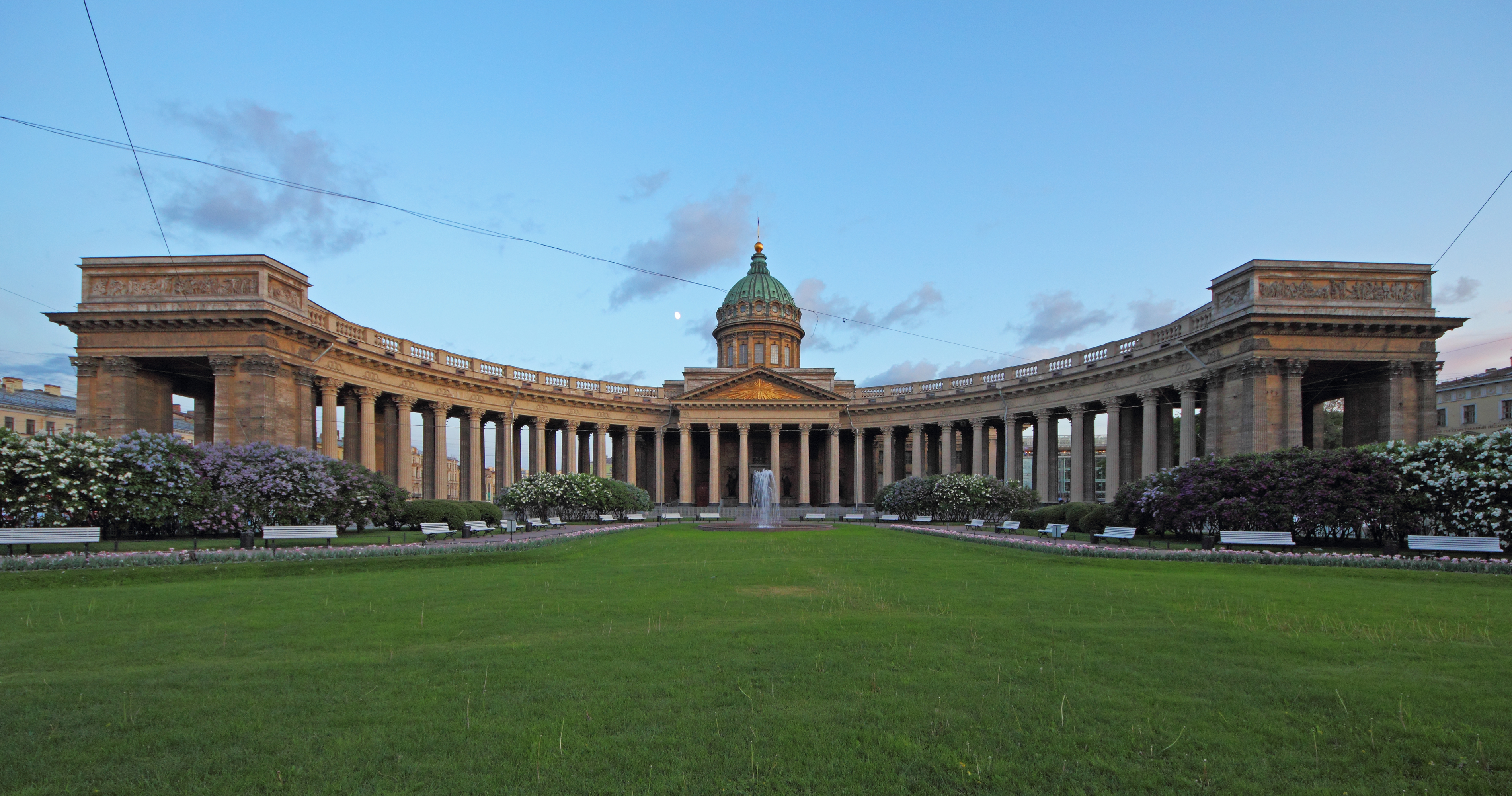
Kazanyi-székesegyház (Казанский собор)